# Ted Honderich
Ted Honderich (født 30. januar 1933, død 12. oktober 2024) var en canadiskfødt britisk filosof, af mennonitisk oprindelse, som flyttede til London i 1959 for at arbejde med Alfred Ayer. Han var bror til forlæggeren Beland Honderich.